# Флаг сельского поселения Якотское
Флаг муниципального образования «Сельское поселение Я́котское» Дмитровского муниципального района Московской области Российской Федерации — опознавательно-правовой знак, служащий официальным символом муниципального образования.
Флаг утверждён 14 августа 2007 года решением Совета депутатов сельского поселения Якотское № 6 и 9 ноября 2007 года внесён в Государственный геральдический регистр Российской Федерации с присвоением регистрационного номера 3716.

## Описание
«Прямоугольное полотнище с соотношением сторон 2:3, состоящее из двух горизонтальных полос: белой с чёрными стилизованными горностаевыми хвостами и голубой (в отношении и несущее в середине изображения фигур из герба поселения: княжеской шапки на горностаевой полосе и пяти белых рыб на голубой полосе».

## Обоснование символики
Флаг муниципального образования «Сельское поселение Якотское» Дмитровского муниципального района Московской области составлен на основании герба сельского поселения Якотское по правилам и соответствующим традициям вексиллологии и отражает исторические, культурные, социально-экономические, национальные и иные местные традиции.
Среди многих сельских поселений Московской области Якотское выделяется тем, что на территории поселения расположен Всероссийский научно-исследовательский институт пресноводного рыбного хозяйства (посёлок Рыбное), а при нём уже долгие годы готовит кадры для рыбной промышленности Дмитровский рыбопромышленный техникум. Это нашло отражение на флаге сельского поселения — рыбы на голубом поле. Лазурное поле символизирует и реку Якоть, и водохранилище на ней расположенное.
История поселения и составляющих его сел, деревень и посёлков неразрывно связана с Дмитровским уездом, а ныне с Дмитровским районом, в состав которого входит поселение. На флаге поселения представлена часть флага Дмитровского района — княжеская шапка на горностаевом меху. В разных сёлах и деревнях сельского поселения в разное время жили князья Шуйские (род ведёт начало от легендарного Рюрика и киевского князя Владимира, в 1606 году Василий Шуйский стал царём России), Прозоровские (один из которых был генерал-фельдмаршалом), Голицыны (род ведёт своё начало от Великого князя Литвы Гедимина), принадлежавшие к избранным родам России, что также символизируется горностаевым мехом.
Белый цвет (серебро) — символ чистоты, ясности, открытости.
Голубой цвет (лазурь) — символ возвышенных устремлений, искренности, преданности, возрождения.
Горностаевый мех — знак королевского достоинства, светской и религиозной знатности.